# YUBA liga 1949
La YUBA liga 1949 è stata la 5ª edizione del massimo campionato jugoslavo di pallacanestro maschile. La vittoria finale è stata ad appannaggio della Stella Rossa.

## Regular season
|     | Squadra               | G  | V  | N | P  | PF  | PS  | Pt. | Qualificazione |
| --- | --------------------- | -- | -- | - | -- | --- | --- | --- | -------------- |
| 1.  | Stella Rossa Belgrado | 18 | 17 | 0 | 1  | 796 | 475 | 34  |                |
| 2.  | Partizan Belgrado     | 18 | 16 | 0 | 2  | 719 | 434 | 32  |                |
| 3.  | Mladost Zagabria      | 18 | 12 | 0 | 6  | 554 | 491 | 24  |                |
| 4.  | Jedinstvo Zagabria    | 18 | 11 | 0 | 7  | 676 | 657 | 22  |                |
| 5.  | Metalac Belgrado      | 18 | 9  | 0 | 9  | 592 | 527 | 18  |                |
| 6.  | Železničar Lubiana    | 18 | 8  | 0 | 10 | 592 | 567 | 16  |                |
| 7.  | Enotnost Lubiana      | 18 | 8  | 0 | 10 | 556 | 585 | 16  |                |
| 8.  | Proleter Zrenjanin    | 18 | 5  | 0 | 13 | 512 | 665 | 10  |                |
| 9.  | Lokomotiva Rijeka     | 18 | 3  | 0 | 15 | 495 | 795 | 6   | retrocesse     |
| 10. | Milicionar Sarajevo   | 18 | 1  | 0 | 17 | 228 | 254 | 2   | retrocesse     |

| YUBA liga 1949         |
| ---------------------- |
| Stella Rossa 4º titolo |

## Formazione vincitrice
| N° | Naz.                  | Ruolo | Sportivo           |  | Alt. |  |
| -- | --------------------- | ----- | ------------------ |  | ---- |  |
|    | Jugoslavia (bandiera) |       | Nebojša Popović    |  |      |  |
|    | Jugoslavia (bandiera) |       | Tullio Rochlitzer  |  |      |  |
|    | Jugoslavia (bandiera) |       | Vasilije Stojković |  |      |  |
|    | Jugoslavia (bandiera) |       | Ladislav Demšar    |  |      |  |
|    | Jugoslavia (bandiera) |       | Aleksandar Gec     |  |      |  |
|    | Jugoslavia (bandiera) |       | Milorad Sokolović  |  |      |  |
|    | Jugoslavia (bandiera) |       | Srđan Kalember     |  |      |  |
|    | Jugoslavia (bandiera) |       | Borko Jovanović    |  |      |  |
|    | Jugoslavia (bandiera) |       | Mića Marinković    |  |      |  |
|    | Jugoslavia (bandiera) |       | Strahinja Alagić   |  |      |  |
|    | Jugoslavia (bandiera) |       | Aza Nikolić        |  |      |  |
|    | Jugoslavia (bandiera) |       | Milan Bjegojević   |  |      |  |
|    | Jugoslavia (bandiera) |       | Vlada Gaćinović    |  |      |  |
|    | Jugoslavia (bandiera) | All.  | Nebojša Popović    |  |      |  |